# 安固公主 (萧绩之女)
安固公主（?—?），中国南北朝南康王萧绩之女。
侯景之乱，安固公主的弟弟萧乂理准备去北齐求援，被占据广陵的董绍先抓获。董绍先使萧乂理不得与兄弟相见，让他前往建康。萧乂理辞别母亲，对其姊安固公主说：“事既如此，岂可合家受毙。兄（萧会理）若至，愿为言之，善为计自勉，勿赐以为念也。家国阽危，虽死非恨，前途亦思立效，但未知天命何如耳！”萧乂理来到建康后，于大宝元年（550年）为侯景所杀。

## 传记资料
- 《梁書 萧会理傳》